# Мишарин, Алексей Иванович
Алексей Иванович Мишарин (16 марта 1903 года, село Большелуг, Усть-Сысольский уезд, Вологодская губерния, Российская империя — 18 августа 1977 года, Сыктывкар, Коми АССР) — заведующий хирургическим отделением республиканской больницы в Сыктывкаре, Коми АССР. Герой Социалистического Труда (1966). Заслуженный врач РСФСР. Заслуженный врач Коми АССР.

## Биография
Родился в 1903 году в крестьянской семье в селе Большелуг Вологодской губернии (сегодня — Корткеросский район Республики Коми). После получения среднего образования в 1922 году поступил на медицинский факультет Московского государственного университета. С 1932 года — хирург в Сыктывкаре. В 1934 году назначен заведующим хирургическим отделением, главный хирург Министерства здравоохранения Коми АССР. В 1930-е годы был одним из основателей хирургической службы в Коми АССР.
После начала Великой Отечественной войны был призван на фронт. Служил в военных госпиталях. С начала 1945 года — ведущий хирург эвакогоспиталя в Вологодской области. После демобилизации возглавил хирургическое отделение Республиканской больницы в Сыктывкаре.
За особые заслуги в развитии здравоохранения Коми АССР указом Президиума Верховного Совета СССР от 28 апреля 1966 года удостоен звания Героя Социалистического Труда 16 мая 1949 года с вручением ордена Ленина и золотой медали «Серп и Молот».
Проработал хирургом в Республиканской больнице до выхода на пенсию в 1967 году. Скончался в Сыктывкаре в 1977 году.
Награды
- Герой Социалистического Труда
- Орден Красной Звезды (1945)
- Орден Знак Почёта (1951)
- Орден Отечественной войны 1 степени

Память
- В 1982 году на здании Республиканской больницы на улице Пушкина, 114 в Сыктывкаре была установлена мемориальная табличка, посвящённая Герою Социалистического Труда (скульптор — Рохин В.А)[1] .
- В селе Большелуг на здании местной администрации установлена мемориальная табличка, посвящённая Алексею Мишарину.